# Степанов Роман Юрійович
Роман Юрійович Степанов (біл. Раман Юр’евіч Сцяпанаў, нар. 6 серпня 1991, Смолевичі, Мінська область, Білоруська РСР) — білоруський футболіст, воротар клубу «Динамо-Берестя».
Молодший брат Романа, Микита, також професіональний футболіст.

## Клубна кар'єра
Вихованець приватної футбольної школи Віктора Дарміна у Смолевичах. Виступав за дубль борисовського БАТЕ, а з 2010 року виступав у Першій лізі за «Руденськ», де незабаром став основним воротарем.
У березні 2012 року перейшов до жодинського «Торпедо-БелАЗа». У сезоні 2013 року став другим воротарем, часто з'являвся в стартовому складі. Залишаючись другим воротарем клубу в сезоні 2014 року, провів один матч в основі. У січні 2015 року продовжив контракт з «Торпедо-БелАЗ». У сезоні 2015 року одного разу виходив на поле в чемпіонаті Білорусі. У січні 2016 року після закінчення контракту залишив Жодино.
Покинувши «Торпедо-БелАЗ», поїхав на перегляд у мікашевицький «Граніт», але в лютому, не підійшовши «Граніту», приєднався до новополоцького «Нафтану». У березні підписав угоду з новополовчанами. У складі «Нафтану» став другим воротарем, після Ігора Довгялло. Наприкінці сезону 2016 року залишив Новополоцьк.
У лютому 2017 року стало відомо, що Раман став гравцем «Смолевичів-СТІ». За підсумками сезону 2017 року клуб вийшов до Вищої ліги. Розпочав підготовку до сезону 2018 року зі «Смолевичами», але в лютому 2018 року покинув клуб за згодою сторін і приєднався до мінського «Торпедо», з яким незабаром підписав контракт. Сезон 2018 року розпочав як другий воротар після Костянтина Руденка, виступав за дубль, а в липні (після відходу Руденка) став основним воротарем команди.
На початку сезону 2019 року залишався основним воротарем «торпедівців», але згодом поступився місцем Артему Леонову. У липні 2019 року через фінансові проблеми покинув «Торпедо», а в серпні став гравцем берестейського «Руху». Допоміг «Руху» вийти у Вищу лігу, залишався одним з основних воротарів, чергуючи виходи в стартовому складі з Олександром Нечаєвим. У січні 2021 року розірвав контракт з «Рухом».
У січні 2021 року розпочав тренування з берестейським «Динамо», з яким у лютому підписав угоду.

## Громадянська позиція
Після жорстокого розгону акцій протесту, спричинених масовими фальсифікаціями президентських виборів 2020 року, побиттям і тортурами затриманих протестувальників, Роман Степанов та 92 інших білоруських футболісти засудили насильство в Білорусі.